# アメリカ合衆国国務次官補

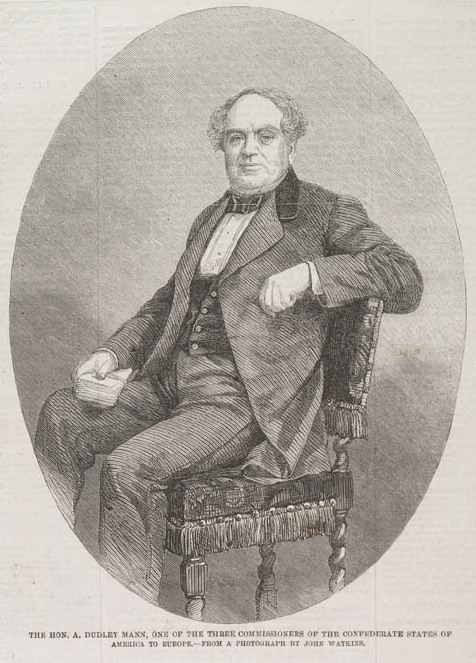
初代国務次官補アンブローズ・ダッドリー・マン

アメリカ合衆国国務次官補（アメリカがっしゅうこくこくむじかんほ、United States Assistant Secretary of State）は、アメリカ合衆国国務省において国務長官を補佐し、事務作業を管理する役職である。

## 概要
国務次官補は、1853年3月3日の連邦歳出法 (10 Stat. 212) によって規定されたものが最初であり、このとき定員は1名であった。連邦歳出法による国務次官補は1858年から1924年まで存在し、1913年までは国務長官に次ぐ第2位の地位であった。連邦歳出法による国務次官補は定員が1名であり、大統領に対して国務次官補を任命する権限が与えられた。
その後1924年5月24日の外務職員法 (43 Stat. 146) が制定され、定員が4名に拡大された。外務職員法による国務次官補は1924年から1944年まで存在し、連邦歳出法による国務次官補と同様、大統領に対して国務次官補を任命する権限が与えられた。
連邦歳出法による国務次官補から外務職員法による国務次官補に移行する際、第二国務次官補および第三国務次官補が廃止され、その業務は外務職員法による国務次官補に統合された。
1944年12月8日、連邦議会は国務次官補の定員を4名から6名に拡大する法律を可決した (Dec 8, 1944; P.L. 78-242; 58 Stat. 798)。国務省は部署の再編成を実施し、具体的な職務を各国務次官補に割り当てた。その後、より細分化された職務割り当てが求められるようになったことから、連邦議会は1949年5月26日に国務次官補の定員を6名から10名に拡大し (P.L. 81-73; 63 Stat. 111)、1958年7月18日には定員を11名に拡大した (P.L. 85-524; 72 Stat. 363)。

## 職務
国務次官補の職務は、国務長官の命令および法律により規定された。主として以下の職務が挙げられる。
- 外交局および領事局の監督
- 国務省で扱われる書簡の総監督
- 領事の任命
- 国務省の管理
- 世界諸地域の経済問題の監督

現代においては、国務次官補の名称は国務省内の多くの高官の役職名として使用されている。国務次官（政治担当）の下には世界各地域との外交任務を地域毎に分担して管理する6人の次官補が配されている。また世界的諸問題に対応するため、職務別に数多くの次官補が置かれている。
地域別国務次官補
- 国務次官補（西半球担当） (Assistant Secretary of State for Western Hemisphere Affairs) - 西半球局を所管
- 国務次官補（ヨーロッパ・ユーラシア担当） (Assistant Secretary of State for European Affairs) - ヨーロッパ・ユーラシア局を所管
- 国務次官補（東アジア・太平洋担当） (Assistant Secretary of State for East Asian and Pacific Affairs) - 東アジア・太平洋局を所管
- 国務次官補（近東担当） (Assistant Secretary of State for Near Eastern Affairs) - 近東局を所管
- 国務次官補（アフリカ担当） (Assistant Secretary of State for African Affairs) - アフリカ局を所管
- 国務次官補（南・中央アジア担当） (Assistant Secretary of State for South and Central Asian Affairs) - 南・中央アジア局を所管

職務別国務次官補および次官補級の役職
- 法律顧問 (Legal Adviser)
- 経済・事業担当国務次官補 (Assistant Secretary of State for Economic and Business Affairs)
- 行政担当国務次官補 (Assistant Secretary of State for Administration)
- 広報担当国務次官補 (Assistant Secretary of State for Public Affairs)
- 儀典長 (Chief of Protocol)
- 外務統括官 (Director General of the Foreign Service)
- 政策企画本部長 (Director of the Policy Planning Staff)
- 外務職員局長 (Director of the Foreign Service Institute)
- 国際機関担当国務次官補 (Assistant Secretary of State for International Organization Affairs)
- 立法担当国務次官補 (Assistant Secretary of State for Legislative Affairs)
- 領事担当国務次官補 (Assistant Secretary of State for Consular Affairs)
- 国務省・外務局監察官 (Inspectors General of the Department of State and the Foreign Service)
- 事務局長 (Executive Secretary)
- 政治軍事担当国務次官補 (Assistant Secretary of State for Politico-Military Affairs)
- 海洋・国際環境・科学担当国務次官補 (Assistant Secretary of State for Oceans and International Environmental and Scientific Affairs)
- テロ対策調整官 (Coordinator for Combatting Terrorism)
- 民主主義・人権・労働担当国務次官補 (Assistant Secretary of State for Democracy, Human Rights, and Labor Affairs)
- 国際麻薬・法執行担当国務次官補 (Assistant Secretary of State for International Narcotics and Law Enforcement Affairs)
- 人口・難民・移民担当国務次官補 (Assistant Secretary of State for Population, Refugees, and Migration)
- 教育・文化担当国務次官補 (Assistant Secretary of State for Educational and Cultural Affairs)
- 財務管理・政策局長 (Director of the Bureau of Financial Management and Policy)
- 医療室長 (Director of the Office of Medical Services)
- 外交安全担当国務次官補 (Assistant Secretary of State for Diplomatic Security)
- 外交使節室長 (Director of the Office of Foreign Missions)

## 歴代国務次官補（連邦歳出法）
| #  | 氏名                                 | 任命           | 在任期間       | 在任期間       | 備考   |
| #  | 氏名                                 | 任命           | 着任           | 退任           | 備考   |
| -- | ------------------------------------ | -------------- | -------------- | -------------- | ------ |
| 1  | アンブローズ・ダッドリー・マン       | 1853年3月8日   | （備考参照）   | 1855年5月8日   | [ 1 ]  |
| 2  | ウィリアム・ハンター                 | 1855年5月8日   | 1855年5月9日   | 1855年10月31日 | [ 2 ]  |
| 3  | ジョン・アディソン・トマス           | 1855年11月1日  | 1855年11月1日  | 1857年4月3日   | [ 3 ]  |
| 4  | ジョン・アップルトン                 | 1857年4月4日   | 1857年4月4日   | 1860年6月10日  | [ 4 ]  |
| 5  | ウィリアム・ヘンリー・トレスコット   | 1860年6月8日   | 1860年6月11日  | 1860年12月20日 |        |
| 6  | フレデリック・ウィリアム・スワード   | 1861年3月6日   | 1861年3月6日   | 1869年3月4日   |        |
| 7  | バンクロフト・デイヴィス             | 1869年3月25日  | 1869年4月1日   | 1871年11月13日 |        |
| 8  | チャールズ・ヘイル                   | 1872年2月19日  | 1872年2月19日  | 1873年1月24日  |        |
| 9  | バンクロフト・デイヴィス             | 1873年1月24日  | 1873年1月25日  | 1874年1月30日  |        |
| 10 | ジョン・キャドワレイダー             | 1874年6月17日  | 1874年7月1日   | 1877年3月20日  |        |
| 11 | フレデリック・ウィリアム・スワード   | 1877年3月16日  | 1877年3月21日  | 1879年10月31日 |        |
| 12 | ジョン・ヘイ                         | 1879年11月1日  | 1879年11月1日  | 1881年5月3日   | [ 5 ]  |
| 13 | ロバート・ヒット                     | 1881年5月4日   | 1881年5月4日   | 1881年12月19日 |        |
| 14 | バンクロフト・デイヴィス             | 1881年12月19日 | 1881年12月20日 | 1882年7月7日   |        |
| 15 | ジョン・デイヴィス                   | 1882年7月7日   | 1882年7月8日   | 1885年2月23日  |        |
| 16 | ジェイムズ・デイヴィス・ポーター     | 1885年3月20日  | 1885年3月21日  | 1887年9月10日  |        |
| 17 | ジョージ・ライヴス                   | 1887年11月19日 | 1887年11月21日 | 1889年3月5日   | [ 6 ]  |
|    | ユージーン・スカイラー               |                |                |                | [ 7 ]  |
| 18 | ウィリアム・ウォートン               | 1889年4月2日   | 1889年4月11日  | 1893年3月20日  |        |
| 19 | ジョサイア・クィンシー               | 1893年3月20日  | 1893年3月21日  | 1893年9月22日  |        |
| 20 | エドウィン・ウール                   | 1893年11月1日  | 1893年11月11日 | 1896年2月11日  |        |
| 21 | ウィリアム・ウッドヴィル・ロックヒル | 1896年2月11日  | 1896年2月14日  | 1897年5月10日  |        |
| 22 | ウィリアム・デイ                     | 1897年5月3日   | 1897年5月11日  | 1898年4月27日  |        |
| 23 | ジョン・バセット・ムーア             | 1898年4月27日  | 1898年4月28日  | 1898年9月16日  |        |
| 24 | デイヴィッド・ジェイン・ヒル         | 1898年10月25日 | 1898年10月25日 | 1903年1月28日  | [ 8 ]  |
| 25 | フランシス・ルーミス                 | 1903年1月7日   | 1903年2月9日   | 1905年10月10日 |        |
| 26 | ロバート・ベイコン                   | 1905年9月5日   | 1905年10月11日 | 1909年1月27日  | [ 9 ]  |
| 27 | ジョン・カラン・オラフリン           | 1909年1月27日  | 1909年1月28日  | 1909年3月5日   |        |
| 28 | ハンティントン・ウィルソン           | 1909年3月5日   | 1909年3月6日   | 1913年3月19日  |        |
| 29 | ジョン・ユージーン・オズボーン       | 1913年4月21日  | 1913年4月21日  | 1916年12月14日 |        |
| 30 | ウィリアム・フィリップス             | 1917年1月24日  | 1917年1月25日  | 1920年3月25日  |        |
| 31 | フレッド・モリス・ディアリング       | 1921年3月11日  | 1921年3月15日  | 1922年2月28日  |        |
| 32 | リーランド・ハリソン                 | 1922年3月31日  | 1922年4月4日   | 1924年6月30日  | [ 10 ] |

## 歴代国務次官補（外務職員法）
| #  | 氏名                                     | 任命           | 在任期間       | 在任期間       | 備考   |
| #  | 氏名                                     | 任命           | 着任           | 退任           | 備考   |
| -- | ---------------------------------------- | -------------- | -------------- | -------------- | ------ |
| 1  | リーランド・ハリソン                     | （備考参照）   | 1924年7月1日   | 1927年4月1日   | [ 11 ] |
| 2  | アルヴィー・エイディー                   | （備考参照）   | 1924年7月1日   | 1924年7月5日   | [ 12 ] |
| 3  | ジョシュア・バトラー・ライト             | （備考参照）   | 1924年7月1日   | 1927年4月17日  | [ 13 ] |
| 4  | ウィルバー・ジョン・カー                 | 1924年7月1日   | 1924年7月1日   | 1933年3月6日   | [ 14 ] |
| 5  | ジョン・ヴァン・アントワープ・マクマリー | 1924年11月18日 | 1924年11月19日 | 1925年5月19日  | [ 14 ] |
| 6  | ロバート・オールズ                       | 1925年10月1日  | 1925年10月5日  | 1927年6月30日  | [ 15 ] |
| 7  | フランシス・ホワイト                     | 1927年2月26日  | 1927年4月27日  | 1933年7月2日   |        |
| 8  | ウィリアム・リチャーズ・キャッスル       | 1927年2月26日  | 1927年4月2日   | 1929年12月13日 |        |
| 9  | ネルソン・ジョンソン                     | 1927年8月9日   | 1927年8月15日  | 1929年12月26日 | [ 16 ] |
| 10 | ウィリアム・リチャーズ・キャッスル       | 1930年6月4日   | 1930年7月1日   | 1931年4月1日   |        |
| 11 | ジェイムズ・グラフトン・ロジャーズ       | 1931年2月27日  | 1931年3月10日  | 1933年3月6日   |        |
| 12 | ハーヴィー・ホリスター・バンディ         | 1931年6月10日  | 1931年7月13日  | 1933年3月4日   | [ 17 ] |
| 13 | ウィルバー・ジョン・カー                 | 1933年3月6日   | 1933年3月7日   | 1937年7月28日  |        |
| 14 | レイモンド・モーリー                     | 1933年3月6日   | 1933年3月7日   | 1933年9月7日   |        |
| 15 | サムナー・ウェルズ                       | 1933年4月6日   | 1933年4月6日   | 1933年4月28日  |        |
| 16 | ハリー・ペイヤー                         | 1933年6月13日  | 1933年6月19日  | 1933年11月26日 |        |
| 17 | ジェファーソン・キャフェリー             | 1933年7月11日  | 1933年7月12日  | 1933年12月4日  | [ 2 ]  |
| 18 | ロバート・ウォルトン・ムーア             | 1933年9月19日  | 1933年9月19日  | 1937年5月20日  | [ 18 ] |
| 19 | フランシス・ボウズ・セイアー             | 1933年11月17日 | 1933年11月27日 | 1939年8月7日   | [ 18 ] |
| 20 | サムナー・ウェルズ                       | 1933年12月12日 | 1933年12月15日 | 1937年5月20日  | [ 19 ] |
| 21 | ジョージ・メッサースミス                 | 1937年7月9日   | 1937年7月26日  | 1940年2月15日  |        |
| 22 | ヒュー・ロバート・ウィルソン             | 1937年7月9日   | 1937年8月23日  | 1938年1月17日  |        |
| 23 | アドルフ・バール                         | 1938年3月5日   | 1938年3月7日   | 1944年12月19日 |        |
| 24 | ヘンリー・グレイディ                     | 1939年8月7日   | 1939年8月8日   | 1941年1月15日  |        |
| 25 | ブレッキンリッジ・ロング                 | 1940年1月16日  | 1940年1月23日  | 1944年12月15日 |        |
| 26 | ディーン・アチソン                       | 1941年1月31日  | 1941年2月1日   | （備考参照）   | [ 20 ] |
| 27 | ガーディナー・ハウランド・ショウ         | 1941年2月21日  | 1941年3月4日   | 1944年12月14日 |        |

## 備考
1. ↑  国務次官補としての給与支払記録が1854年4月1日まで存在せず。
2. 1 2  上院休会中の任命。
3. ↑  上院休会中の任命。1856年2月29日に上院の承認を受ける。
4. ↑  上院休会中の任命。1858年1月14日に上院の承認を受ける。
5. ↑  上院休会中の任命。1879年12月11日に上院の承認を受ける。
6. ↑  上院休会中の任命。1887年12月15日に上院の承認を受ける。
7. ↑  上院の承認前に指名が撤回されたため、着任せず。
8. ↑  上院休会中の任命。1888年12月13日に上院の承認を受ける。
9. ↑  上院休会中の任命。1905年12月6日に上院の承認を受ける。
10. ↑  外務職員法による国務次官補に移行。
11. ↑  連邦歳出法による国務次官補から継続。
12. ↑  第二国務次官補から継続。
13. ↑  第三国務次官補から継続。
14. 1 2  上院休会中の任命。1925年1月3日に上院の承認を受ける。
15. ↑  上院休会中の任命。1925年12月17日に上院の承認を受ける。
16. ↑  上院休会中の任命。1927年12月17日に上院の承認を受ける。
17. ↑  上院休会中の任命。1931年12月17日に上院の承認を受ける。
18. 1 2  上院休会中の任命。1934年1月15日に上院の承認を受ける。
19. ↑  上院休会中の任命。1934年1月18日に上院の承認を受ける。
20. ↑  1945年8月15日まで任期延長。1944年12月20日に議会関係・国際会議担当国務次官補に割り当てられる。